# Darwinia luehmannii
Darwinia luehmannii là một loài thực vật có hoa trong Họ Đào kim nương. Loài này được F.Muell. & Tate mô tả khoa học đầu tiên năm 1896.